# 1752 en santé et médecine
| Années de la santé et de la médecine : 1749 - 1750 - 1751 - 1752 - 1753 - 1754 - 1755    |
| Décennies de la santé et de la médecine : 1720 - 1730 - 1740 - 1750 - 1760 - 1770 - 1780 |

Cet article présente les faits marquants de l'année 1752 en santé et médecine.

## Événements
- 17 mai : établissement à Nancy d’un Collège royal de médecine[1].
- 27 juillet : le docteur Charles White ouvre avec l'industriel Joseph Bancroft le Manchester Royal Infirmary[2].

Non précisé
- Douai reçoit ses lettres patentes pour l'ouverture d'un hôpital général[3].
- Claude Bourgelat, écuyer et vétérinaire français, est nommé membre correspondant de l'Académie des sciences de Paris[4].

## Publications
- Antoine Louis : Lettres sur la certitude des signes de la mort : où l'on rassure les citoyens de la crainte d'être enterrés vivans : avec des observations [et] des expériences sur les noyés[5]. Il démontre que la mort par noyade résulte de la pénétration de l'eau dans les bronches.
- John Pringle : Observations on the diseases of the army in camp and garrison. Il fonde la médecine militaire.

## Prix
- Médailles de la Royal Society :
  - Médaille Copley : John Pringle[6].

## Naissances
- 8 mars : Johann David Schoepff (mort en 1800), zoologiste, botaniste et médecin allemand.
- 9 mai : Antonio Scarpa (mort en 1832), anatomiste italien.
- 11 mai : Johann Friedrich Blumenbach (mort en 1840), médecin, anthropologue et biologiste allemand.
- 14 mai : Albrecht Daniel Thaer (mort en 1828), médecin et agronome allemand.
- 11 octobre : Nicolas Coquiart (mort en 1823), médecin et homme politique belge.

## Décès
- 9 mars : Claude-Joseph Geoffroy (né en 1685), maître apothicaire, botaniste et chimiste français.
- 10 avril : William Cheselden (né en 1688), chirurgien anglais[7].
- 13 avril : François Chicoyneau (né en 1672), médecin français.